# 우치주쿠역
우치주쿠역(일본어: 内宿駅)은 일본 사이타마현 기타아다치군 이나정에 있는 사이타마 신도시 교통 이나 선의 역이다.

## 역사
- 1990년 8월 22일: 영업 개시. 용지 취득 문제로 오미야 ~ 하누키 구간보다 전 노선 개통이 지연됨.
- 2007년
  - 3월 18일: IC카드 Suica 공용 개시.
  - 12월 12일: 엘리베이터 설치.

## 역 구조
섬식 승강장 1면 2선의 고가역이다. 1층에는 자동 매표기와 개찰구(간이 Suica 개찰기 병설) 매점을 겸한 역 창구가 있다. Suica 충전 전용기도 설치되어 있지만 늘 셔터가 닫혀 있기 때문에 사용할 수 없다.
개찰 내 대합실과 승강장 사이에는 엘리베이터가 설치되어 있다.

### 승강장
| 1・2 | ■ 이나 선(뉴셔틀) | 마루야마・오미야 방면 |

- 1번 선의 열차는 평일 아침 저녁으로 총 4개만 정차하고 그 이외의 열차는 모두 2번 선에서 출발한다.

## 역 주변
"고바리우치주쿠" 지구 등을 대상으로 사이타마 현에 의하여 행해진 대규모 구획 정리 사업으로 조성된 "우치주쿠다이", "니시코바리" 지구가 펼쳐진다. 역은 이 곳에 건설되는 주택지를 위해서 만들어진 듯한 것으로 넓은 도로와 주택의 정비는 매우 상승되었지만 상업 시설의 진출은 미미하다. 역전은 경지 그대로의 부분도 많이 한산하다. 역전은 2004년 구획 정리의 일환으로 정비가 진행되어 로터리 설치, 공중 화장실의 개축, 벤치 등의 설치가 시행되었다. 로터리에는 이나 정의 순환 버스인 "이나마루"로 북쪽 순환의 정류장이 있다.

### 서쪽
- 사이코지

### 동쪽
- 이나다 정립 고바리키타 초등학교
- 이나 정 정제 기념 공원
- 사이타마 현 현민 활동 종합센터(본 역에서 무료 셔틀 버스가 있고 하누키 역을 경유하는 버스는 폐지되었다.)

## 사진

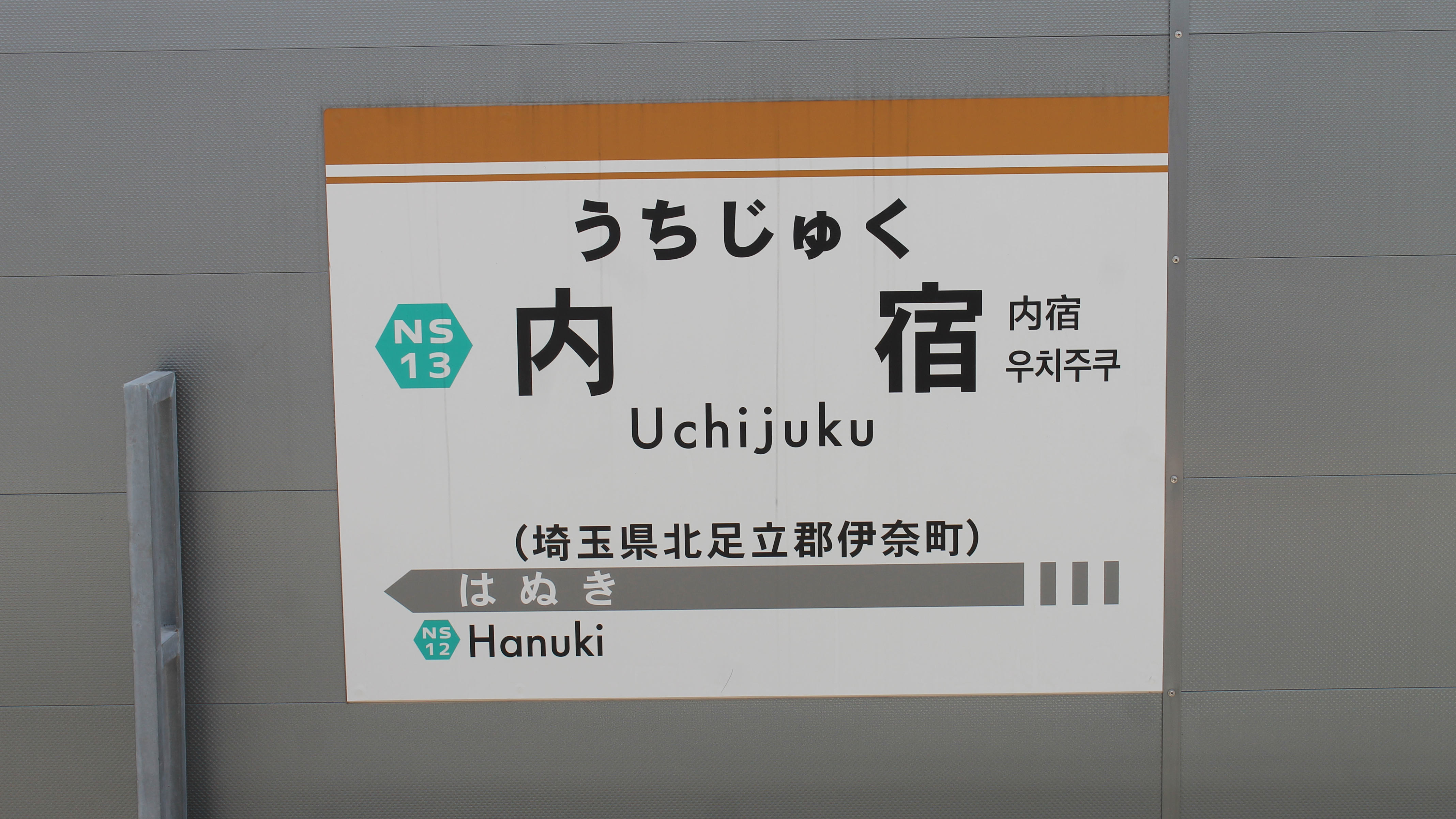
역명판

## 인접역
| 사이타마 신도시 교통 ■ 이나 선 | 사이타마 신도시 교통 ■ 이나 선 | 사이타마 신도시 교통 ■ 이나 선 |
| ------------------------------ | ------------------------------ | ------------------------------ |
| 이나추오 오미야 방면           |                                | 시·종착역                      |